# Janusz Śniadek
Janusz Józef Śniadek (Sopot, 26 maggio 1955) è un politico polacco, leader di Solidarność dal 27 settembre 2002.

## Biografia
A partire dal 1975 ha studiato alla facoltà di ingegneria navale del Politecnico di Danzica, conseguendo il master in ingegneria nel 1981. In seguito ha lavorato nel cantiere navale di Gdynia, aderendo al sindacato anticomunista Solidarność. Durante il periodo in cui era in vigore la legge marziale in Polonia, partecipò ad attività clandestine e contribuì alla diffusione del bollettino clandestino Kadłub.
Dal 1989 al 1998 Śniadek è stato presidente della commissione istituzionale di Solidarność al cantiere navale di Gdynia. Dal 1992 al 1995 è stato membro dell'ufficio dell'area di Danzica e dal 1995 membro della commissione nazionale del sindacato. Nel 1997 fu eletto vice presidente di Solidarność. Come membro di Azione Elettorale Solidarność, fu candidato alle elezioni parlamentari del 1997, ma non ottenne alcun seggio.
Nel 1998 fu nominato presidente dell'ufficio dell'area di Danzica. Nel 2002 fu eletto presidente di Solidarność al posto del dimissionario Marian Krzaklewski, criticato per la sconfitta di Azione Elettorale Solidarność alle elezioni parlamentari del 2001. Śniadek è stato riconfermato alla guida del sindacato nel settembre del 2006.